# James Champel
 (avril 2025).
Si vous disposez d'ouvrages ou d'articles de référence ou si vous connaissez des sites web de qualité traitant du thème abordé ici, merci de compléter l'article en donnant les références utiles à sa vérifiabilité et en les liant à la section « Notes et références ».
James Champel, est un acteur français, né le 24 juillet 1987

## Biographie
Il est révélé par son rôle de Sam Steiner, dans la série Nos années pension sur France 2.

## Filmographie

### Cinéma
- 2007 : Madame Hollywood : Angelo

### Télévision
- 2004 : Ma terminale (Série TV) : Bryan
- 2007 - 2009 : Nos années pension (Série TV) : Sam[1] Stainer
- 2012 : apparition dans Clem
- Apparition dans Nos chers voisins